# Caffarel
Caffarel S.p.A. est une société italienne spécialisée dans la fabrication et la vente de produits de confiserie et dans la production de chocolat. Elle est fondée en 1826 et, à partir de 1997, devient membre du groupe  Lindt & Sprüngli. Elle est la plus ancienne société italienne de production de chocolat.

## Historique
Pier Paul Caffarel,,, naît en 1783 dans ce qui est maintenant la commune de Luserna San Giovanni. En 1826, il achète une petite tannerie située via Balbis, dans le quartier de San Donato à Turin, et la transforme en un atelier de production du chocolat. Caffarel fait l'acquisition d'une machine industrielle inventée par le Génois Bozelli, capable de produire plus de 320 kg de chocolat par jour, une quantité considérable pour l'époque.
L'énergie électrique pour moudre les fèves de cacao était fournie par la roue à aubes de l'usine, alimentée par les eaux du canal Pellerina. Le second achat industriel déterminant est celui d'une machine hydraulique construite par le Piémontais Doret, construite afin de raffiner la poudre de cacao et de la mélanger avec le sucre et la vanille.
En 1828, Caffarel achète la chocolaterie Landò et, en 1837, la société devient Caffarel Padre e Figlio (« Caffarel Père et Fils »).

### Fusion avec Prochet
En 1845, Isidore succède à son père à la tête de la société. Le fils d'Isidore, Ernesto Alberto Caffarel, fait la rencontre d'un autre célèbre artisan du chocolat, Michele Prochet, et la chocolaterie Prochet Gay & Co fusionne avec la Caffarel Padre e Figlio pour donner la société Caffarel-Prochet.

### Naissance du chocolat Gianduiotto

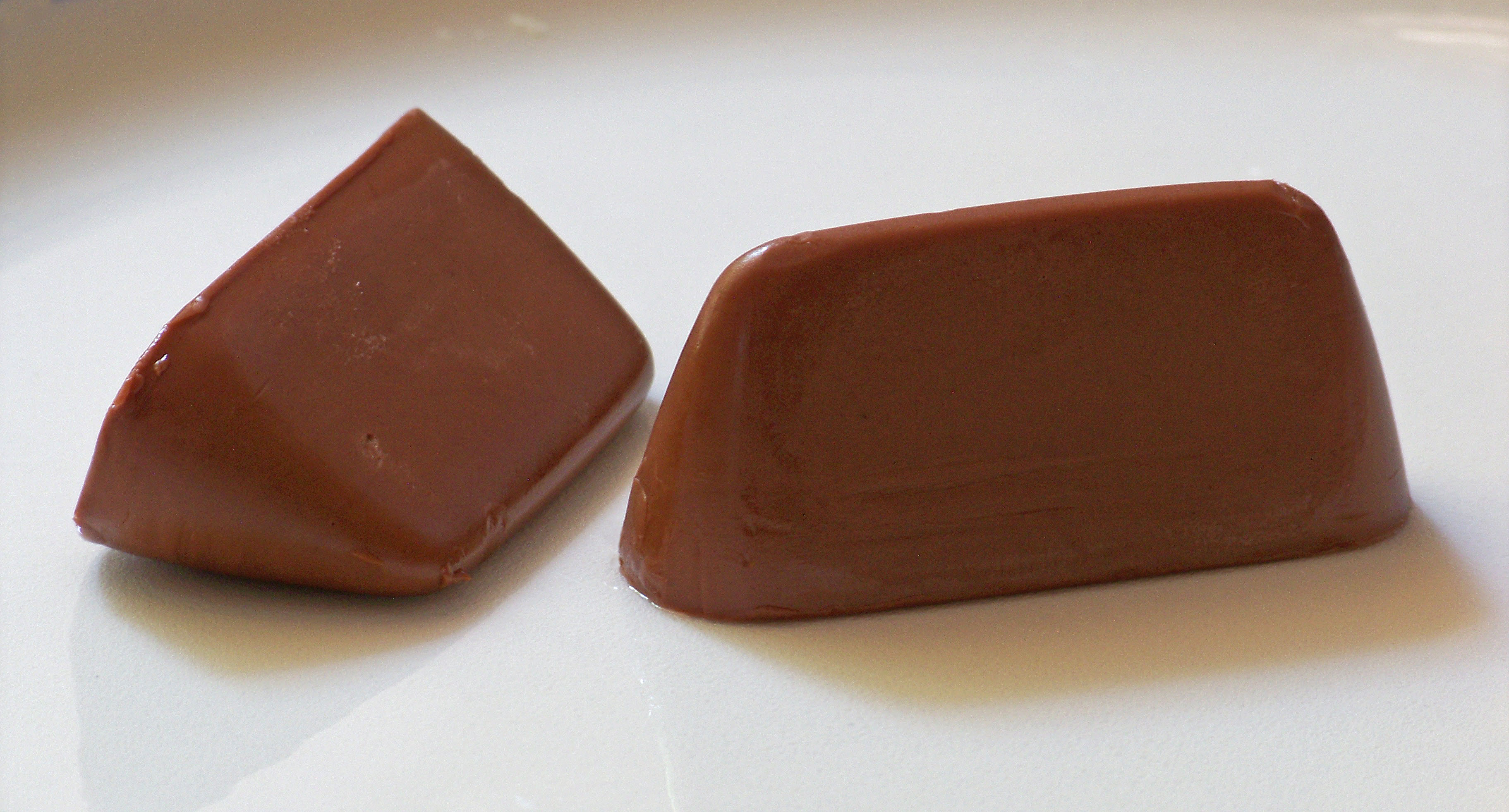
Deux chocolats gianduiotti.

En 1852, Prochet combine cacao et sucre avec des noisettes moulues « Tonda Gentile delle Langhe » pour créer un nouveau type de pâte de chocolat, . En 1865 il commence la production d'un petit chocolat de forme typique appelé « givo », un mot piémontais qui signifie « mégot de cigare ».
Au XIXe siècle, le carnaval de Turin, très célèbre, occupe toutes les places et rues du centre-ville, et serait peut-être l'endroit où naît le Gianduiotto, bien que de sérieux doutes existent,. Durant le carnaval, des participants masqués défilent dans des chars à partir desquels ils lancent des bonbons à la foule. En 1865, lors des célébrations de ce carnaval, Caffarel, déguisé en « Gianduja » (de « Gian d'la duja », littéralement « Jean à la Chope », un costume piémontais traditionnel incluant un  tricorne) offre les nouveaux chocolats à la foule massée en dessous de son char. C'est alors que le nom « givo » devient Gianduiotto, et que la pâte de chocolat prend le nom de Gianduia. Caffarel continue de produire le « Gianduiotto 1865 », la date bien en évidence sur le traditionnel emballage doré.
En 1880, Turin et le Piémont sont devenus célèbres pour leur industrie chocolatière, et comptent quatre grandes sociétés de production : Talmone, Moriondo & Gariglio, Gaj & Revel, ainsi que Caffarel.

### Vingtième siècle
En 1897, après un changement de direction, la société en banqueroute est liquidée et Successori Caffarel Prochet est créée. Cette dernière est également dissoute en 1931 après des difficultés financières. Lui succède une nouvelle incarnation de la société Caffarel, déterminée à tabler sur le prestige de la marque pour cibler une clientèle aisée. Après plusieurs années de vaches maigres jusqu'en 1950, la société investit massivement dans de la machinerie, en partie à l'aide d'obligations. En 1958, une filiale est ouverte en Suisse et, en 1967, toutes les activités de production sont transférées là. Les années 1970 marquent la transition vers des moyens de production véritablement industriels avec, à la clé, le début d'une période de prospérité soutenue.

## Production
Outre le gianduiotto, Caffarel produit les pralines Cremini, des barres de chocolat, des tartinades au chocolat, du panettone, des pandoro, des bonbons et d'autres produits.

## Caffarel dans le monde
Les chocolats Caffarel sont vendus dans 40 pays autres que l'Italie, en Europe, Amérique, Moyen-Orient et Extrême-Orient.